# Olaf Magnusson
Olaf Magnusson (1099 - 1115) was koning van Noorwegen van 1103 tot 1115. Hij deelde de troon met zijn broers Sigurd en Øystein.
Olaf en zijn broers werden koning toen hun vader, koning Magnus III, in 1103 stierf tijdens een veroveringstocht in Ierland. Omdat Olaf nog een klein kind was toen hij de troon besteeg, traden zijn oudere broers op als regent in het gedeelte van Noorwegen dat onder Olafs heerschappij viel.
In 1115 werd Olaf ziek en stierf op 15-jarige leeftijd.
De kind-koning werd door latere geschiedschrijvers niet gerekend tot de koningen van Noorwegen. Hij kreeg ook niet de aanduiding 'Olaf IV'. Deze titel werd gebruikt voor Olaf IV van Noorwegen die twee en een halve eeuw later regeerde.